# 福音医院建筑群
福音医院建筑群是中国四川省成都市一处历史建筑，位于锦江区天涯石社区四圣祠北街，包括市二医院制剂楼、四圣祠北街12号四栋民国时期建筑。2018年5月2日，成都市人民政府公布为第六批成都市文物保护单位。
制剂楼为西式建筑，由加拿大英美会建于1907年，一直作为医疗用房使用。
位于成都四圣祠的恩光堂和福音医院均由加拿大英美会（Canadian Methodist Mission）开辟。1892年，加拿大英美会在华的第一批传教士9人， 赫斐秋（Virgil Chittenden Hart，1840年-1904年，原属美国美以美会）、何忠义（G E Hartwell）夫妇、司徒芬孙（D W Stevenson）夫妇、启尔德（O L Kildorn）医生夫妇、赫尔，抵达四川成都。